# Aetherius Society
Aetherius Society je organizace založená Georgem Kingem (1919–1997) v Londýně roku 1955 na základě Kingova tvrzení, že se dostal do kontaktu s mimozemskou civilizací. Organizace bývá řazena k novým náboženským hnutím a charakterizována jako kult UFO.
George King od roku 1944 praktikoval jógická cvičení a o deset let později se pak měl ponořit do hlubokého samádhi a dostat se do kontaktu s mimozemšťany. Od té doby přijímá pravidelné poselství, kterých již proběhlo několik set. Skrze George Kinga má většinou promlouvat Aetherius, Mistr z planety Venuše. Hnutí ve svých praktikách využívá křesťanských modliteb i buddhistických manter.